# Bastian Möller
Bastian Möller ist ein ehemaliger deutscher Footballspieler.

## Leben
Möller entstammte dem Nachwuchs der Hamburg Blue Devils, mit dem er 1999 deutscher Jugendmeister wurde. Mit der deutschen Juniorennationalmannschaft gewann er den Europameisterschaftstitel. Von 2000 bis 2003 war der Runningback Mitglied der Blue-Devils-Herren, 2001, 2002 und 2003 wurde er mit den Hamburgern deutscher Meister. Allerdings verpasste er einen Teil der 2002er Saison wegen einer Knieverletzung. 2010 kehrte er für eine Saison zu den Blue Devils (mittlerweile in der Regionalliga) zurück. Dort spielte er wieder unter Trainer Maximilian von Garnier, der ihn einst schon in der Jugend betreut hatte.